# Letztes Jahr in Marienbad
Letztes Jahr in Marienbad (französisch L’Année dernière à Marienbad) ist ein in Schwarzweiß gedrehter französisch-italienischer Spielfilm von Alain Resnais aus dem Jahr 1961. Das Drehbuch verfasste Alain Robbe-Grillet. Der Film, der die Stilmittel des Avantgardefilms mit dem Inhalt des Filmdramas verbindet, stellt nach Hiroshima, mon amour Resnais’ zweiten Versuch dar, die Struktur des Nouveau Roman auf das Medium Film zu übertragen.

## Handlung
Der Film beginnt mit Kamerafahrten durch Räume mit barockem Dekor, während die Stimme eines Mannes erklärt, schon oft durch diese Räume gegangen zu sein. In der nächsten Szene führen zwei stark geschminkte Schauspieler ein Stück vor einem vornehmen Publikum auf. Ein Mann versucht eine noch zögernde Frau zu überreden, mit ihm fortzugehen. Das Stück endet mit dem Schlag einer Uhr. Das Publikum applaudiert und erhebt sich.
In einem luxuriösen Grand Hotel versucht ein Mann eine Frau davon zu überzeugen, dass sie sich im Jahr zuvor am selben Ort schon einmal getroffen und sich für dieses neuerliche Treffen verabredet hätten. Der Mann insistiert, die Frau habe ihm damals versprochen, ihren Begleiter zu verlassen und mit ihm ein neues Leben zu beginnen. Die Frau kann sich nicht an ihr Versprechen erinnern oder gibt vor, sich nicht erinnern zu können. Ihr Partner fordert seinen Nebenbuhler wiederholt zu einer Variante des Nim-Spiels heraus, die der Mann verliert. Gegenwart, Vergangenheit und Fantasie vermischen sich, während der Mann versucht, der Frau verschiedene Begegnungen aus dem vorigen Jahr wieder vor Augen zu führen, die sie zum Teil gänzlich anders im Gedächtnis hat, bis hin zu einer möglichen Vergewaltigung in ihrem Appartement. Dennoch erklärt sich die Frau schließlich bereit, gemeinsam mit dem Mann das Hotel zu verlassen. Erneut hört man den Uhrenschlag aus der Theateraufführung.

## Hintergrund
Der Film wurde nicht in Marienbad in der Tschechoslowakei, sondern größtenteils in Deutschland gedreht. Kulisse bildeten die Schlösser in Schleißheim sowie Nymphenburg in München mit der Amalienburg, außerdem ein Hotel in Courbevoie bei Paris. Als Kameramann fungierte Sacha Vierny, der schon Resnais’ Hiroshima, mon amour fotografiert hatte. Delphine Seyrigs Kostüme wurden von Coco Chanel entworfen, die Filmmusik komponierte Delphine Seyrigs Bruder Francis. Unter den Regieassistenten befand sich auch der junge Volker Schlöndorff.
Als Einflüsse auf seinen Film nannte Resnais G. W. Pabsts Die Büchse der Pandora, Alfred Hitchcocks Vertigo – Aus dem Reich der Toten und die Gemälde von Piero della Francesca. Der Film soll auch von Adolfo Bioy Casares’ Roman Morels Erfindung beeinflusst sein; Ähnlichkeiten zwischen den Werken wurden vom Drehbuchautor Robbe-Grillet anerkannt.
Die im Film mehrmals gezeigte Misère-Variante des Nim-Spiels ist heute auch unter dem Namen Marienbad bekannt.
Die französische Premiere fand am 25. Juni 1961 statt. In Deutschland startete der Film am 19. Oktober 1961.
Der Schauplatz der Handlung – so es überhaupt einen solchen Schauplatz geben mag – bleibt offen. Der Kurort Marienbad wird lediglich, zusammen mit anderen Orten (Karlstadt, Friedrichsbad, Baden-Salza), die allesamt fiktiv sind, von der im Drehbuch mit X bezeichneten Person als möglicher Ort der Ereignisse des letzten Jahres genannt. Die Hinzufügung, es könne aber auch „hier“ gewesen sein, „in diesem Salon“, legt aber nahe, dass die gegenwärtige Handlung gerade nicht in Marienbad stattfindet.

## Analyse
Die Ambiguität des Films – „zu keinem Zeitpunkt des Films kann sich der Zuschauer sicher sein, ob das, was er gerade auf der Leinwand sieht, Gegenwart oder Erinnerung ist, Traum oder Wachtraum“ – spiegelte sich schon in den gegensätzlichen Ansichten von Regisseur und Autor darüber wider, ob die Ausgangssituation des Films real oder erfunden sei. Alain Resnais: „Für mich sind sich die beiden tatsächlich ein Jahr früher in Marienbad begegnet. Die Frau versucht, diese Vergangenheit zu unterdrücken, während der Mann ihr gegenüber wie ein Psychologe verfährt, der sie zwingt, mit etwas wirklich Geschehenem wieder Kontakt aufzunehmen.“ Alain Robbe-Grillet widersprach dieser Sichtweise: „Ich glaube eher, daß sich die beiden in Marienbad nicht getroffen haben. Der Mann suggeriert der Frau diesen gemeinsamen Moment in der Vergangenheit.“
Resnais wich an einer Stelle deutlich von Robbe-Grillets Drehbuch ab. Während Robbe-Grillet in einer Szene die Vergewaltigung der Frau durch den Mann explizit beschreibt – die aber durch die Erzählerstimme des Mannes bestritten wird –, begnügt sich Resnais mit Andeutungen: Der Mann geht mit energischen Schritten auf die auf dem Bett sitzende Frau zu, diese weicht vor ihm zurück, dann verlässt die Kamera den Raum. Im nächsten Bild, einer Kamerafahrt durch die Flure des Hotels, hört der Zuschauer aus dem Off die Stimme des Mannes: „Das ist falsch! […] Es war nicht mit Gewalt.“
François Weyergans deutete in Cahiers du cinéma die Ereignisse als den Traum einer Frau und die Protagonisten als gestaltgewordene „Instanzen“ der Psychoanalyse: Die Frau (A) als Ich, den Mann (X) als Es und den Ehemann (M) als Über-Ich. Peter Cowie sah Letztes Jahr in Marienbad als Variante des Orpheus und Eurydike-Mythos, in dem X die Rolle Orpheus’, A die Rolle der Eurydike und M die Rolle des Tods zukam, und stützte diese Sichtweise auf „Resnais’ erklärte Liebe zu Cocteau und Orphée“.

## Verweise im Film
Das eingangs im Film zu sehende Theaterstück wird auf einem Plakat als „Rosmer“ angekündigt. Resnais erklärte den Titel als Anspielung auf die französische Schriftstellerin Jean Rosmer. Rezensenten sahen darin auch einen Verweis auf Henrik Ibsens Drama Rosmersholm.
In einer Einstellung in der 12. Minute des Films ist im Halbschatten ein lebensgroßes Porträt Alfred Hitchcocks zu sehen. Hitchcocks Werke wie Vertigo oder Der unsichtbare Dritte gelten als mögliche Vorbilder für den Film.

## Synchronisation
Die deutsche Fassung zu Letztes Jahr in Marienbad entstand 1961 unter Synchronregie von Manfred R. Köhler, der auch das Dialogbuch schrieb.
| Rolle       | Schauspieler       | Dt. Synchronstimme |
| ----------- | ------------------ | ------------------ |
| Frau (A)    | Delphine Seyrig    | Renate Grosser     |
| Mann (X)    | Giorgio Albertazzi | Ernst Kuhr         |
| Spieler (M) | Sacha Pitoëff      | Alf Marholm        |

## Kritik
Obwohl sich nach der Vorführung bei den Filmfestspielen von Venedig „unter den Kritikern sofort zwei feindliche Lager“ bildeten, reagierte die deutsche Presse laut dem Nachrichtenmagazin Der Spiegel ausgesprochen positiv: Der Filmredakteur der Süddeutschen Zeitung, Hans-Dieter Roos, feierte „Letztes Jahr in Marienbad“ als „eine der kühnsten Schöpfungen des Gegenwartsfilms“. Der Rezensent der Frankfurter Allgemeinen, Martin Ruppert, erblickte in „dieser kinematographischen Etüde“ den „Beginn einer neuen Ära der Filmkunst“. Und der Hamburger Kritiker Klaus Hebecker konstatierte beeindruckt: „Dieser Film verlangt nach dunklem Anzug.“ Der Rezensent des Spiegels selbst bezeichnete den Film als undurchsichtig und verwirrend und resümierte: „Dem Zuschauer drängt sich die Frage auf, ob das Hotel nicht doch ein Sanatorium oder gar ein Irrenhaus sei.“
In späteren Jahren schlossen sich Filmenzyklopädien der mehrheitlich positiven Meinung an. Thomas Koebner bezeichnete Letztes Jahr in Marienbad als „virtuos und souverän“ und ein „philosophisches Gleichnis […] einer zersplitterten, in Ritualen erstarrten und scheintoten Welt der ‚Anderen‘“. Das Lexikon des internationalen Films bewertete den Film als eine „anspruchsvolle filmische Reflexion über die Schwierigkeit, Wirklichkeitseindrücke zu objektivieren.“

## Auszeichnungen
- 1961: Goldener Löwe der Filmfestspiele von Venedig
- 1962: Association Française de la Critique de Cinéma – Prix Méliès (Bester Film)
- 1963: Hugo-Award-Nominierung in der Kategorie Best Dramatic Presentation
- 1963: Nominierung für den British Film Academy Award in der Kategorie Bester Film
- 1963: Oscar-Nominierung für Alain Robbe-Grillet in der Kategorie Bestes Originaldrehbuch

## Symposium
- Internationales, interdisziplinäres Symposium zum Film Letztes Jahr in Marienbad, Kunsthalle Bremen, 23. April 2015.

## Ausstellung
- Letztes Jahr in Marienbad. Ein Film als Kunstwerk, Kunsthalle Bremen, 14. November 2015 bis 13. März 2016.